# Willy Spühler

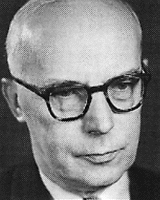
Willy Spühler

Willy Spühler (* 31. Januar 1902 in Aussersihl; † 31. Mai 1990 in Zürich) war ein Schweizer Politiker (SP) aus dem Kanton Zürich. Als Bundesrat war er zuerst Verkehrs-, dann Aussenminister und bekleidete zweimal das Amt des Bundespräsidenten.

## Leben
Spühler war Sohn eines Buchdruckers. Seine berufliche Laufbahn begann er in der Stadtzürcher Verwaltung, wo er von 1935 bis 1942 das Arbeitsamt leitete. Von 1942 bis 1959 war er im Stadtrat Leiter des Wirtschafts- und Gesundheitswesens. Während des Zweiten Weltkriegs wurde er außerdem mit der Verwaltung der Zentralstelle für Kriegswirtschaft betraut, einem Amt, das zum Kriegshöhepunkt 1944 fast 700 Angestellte umfasste und die üblen sozialen Zustände während des Ersten Weltkriegs verhindern sollte. 1928 wurde er in das Zürcher Stadtparlament gewählt. 1942 wechselte er in die städtische Exekutive, womit er direkt in die Verantwortung für die Kriegswirtschaft eingebunden war. Er sorgte für signifikante Lebensmittelhilfen an sozial Schwache.
Spühler wurde 1938 in den Nationalrat gewählt und wechselte 1955 in den Ständerat. Er galt als Fachmann für Sozial-, Wirtschafts- und Finanzpolitik. 1958 bis 1959 war er Präsident der Schweizerischen Rundspruchgesellschaft (SRG). Im November 1959 gaben nacheinander die Bundesräte Philipp Etter, Hans Streuli, Thomas Holenstein und Giuseppe Lepori ihren Rücktritt auf Ende des Jahres bekannt. Für die Sozialdemokraten bestand nun die Gelegenheit mit Unterstützung der SKVP nach knapp sechs Jahren Opposition erneut in die Regierung einzuziehen. Für den Zürcher Bundesratssitz stellte man Ständerat Willy Spühler auf, der bereits 1951 bei der Wahl von Max Weber 60 Stimmen erhalten hatte.
Willy Spühler heiratete 1928 Anna Pauline, geborene Vogel (1910–1999). Seine letzte Ruhestätte fand er auf dem Friedhof Enzenbühl in Zürich.

## Bundesrat

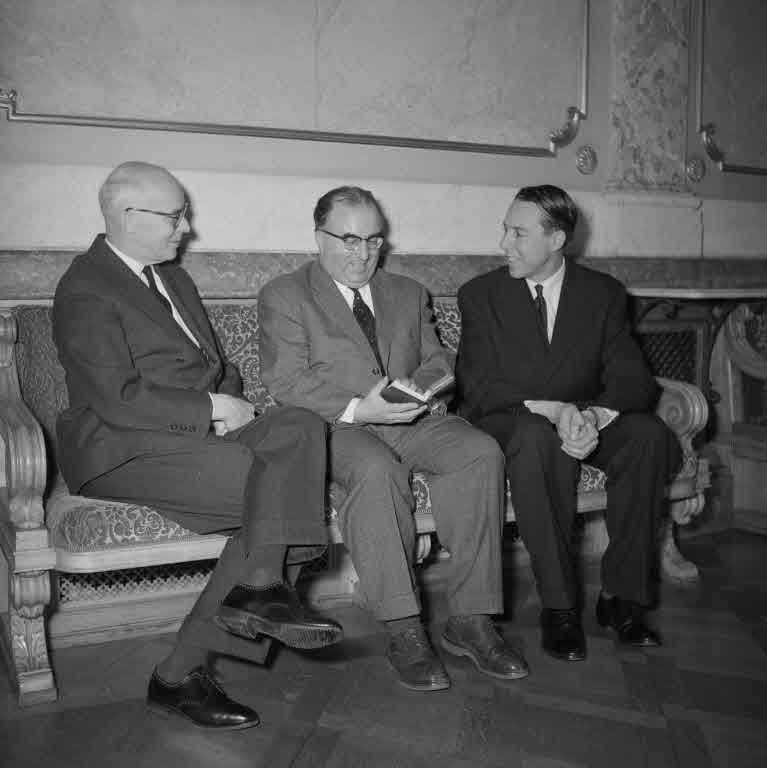
Bundesrat Spühler, Nationalrat Welter und Bundesrat Tschudi (von links nach rechts)

Die Bundesversammlung wählte Willy Spühler als Nachfolger von Hans Streuli am 17. Dezember 1959 im ersten Wahlgang in den Bundesrat. Das Parlament bestätigte ihn 1963 und 1967 im Amt. Infolge des Rücktrittes von Vizepräsident Jean Bourgknecht wurde er bereits 1962 Vizepräsident des Bundesrates und 1963 Bundespräsident. Er war 1967 wieder Vizepräsident des Bundesrates und 1968 erneut Bundespräsident. Nach dem Rücktritt von Bundesrat Paul Chaudet war er 1967–1970 zusammen mit Ludwig von Moos und Hans-Peter Tschudi amtsältestes Regierungsmitglied. Zwei Tage nach Hans Schaffner gab er am 8. Oktober 1969 ebenfalls seinen Rücktritt aus dem Bundesrat bekannt. Er beendete seine Regierungstätigkeit am 31. Januar 1970, seinem 68. Geburtstag.
Vom zurückgetretenen Giuseppe Lepori übernahm er im Januar 1960 das Post- und Eisenbahndepartement. Da sich sein Departement vermehrt mit Verkehrs- und Energiefragen auseinanderzusetzen hatte, führte dies 1963 zu einer Umorganisation und zur Umbenennung in das Verkehrs- und Energiewirtschaftsdepartement. Spühler musste sich mit den zukünftigen Energieträgern der Schweiz befassen, da die Wasserkraft nicht mehr beliebig ausgebaut werden konnte. Um dem steigenden Energiebedarf der Wirtschaft gerecht zu werden, unterstützte er die Förderung der Atomkraft vor fossilen Brennstoffen, um die Luftverschmutzung und die Abhängigkeit vom Ausland zu vermindern. Trotz Widerstand der Energiewirtschaft, die einen Übergang zur Planwirtschaft befürchtete, setzte er sich mit der Bevorzugung der Atomenergie durch. 1964 beschlossen die Nordostschweizerischen Kraftwerke den Bau von Beznau I. Das Wärmekraftwerk Chavalon startete den Betrieb 1965.

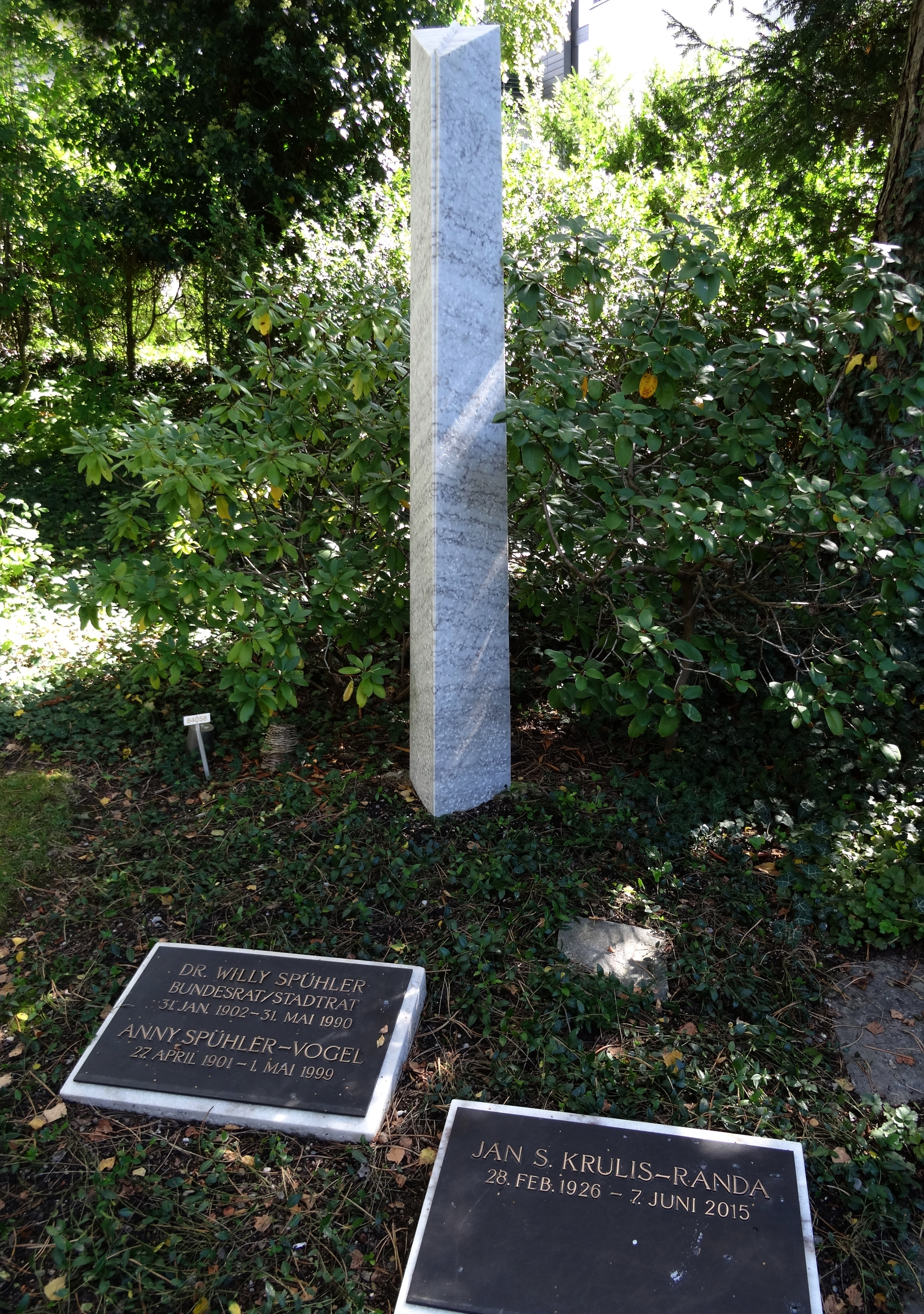
Grab, Friedhof Enzenbühl, Zürich

1966 wechselte er ins Politische Departement. Nach dem Rücktritt von Bundesrat Friedrich Traugott Wahlen übernahm er hier das Erbe zweier sehr populär gewordener Bundesräte, nämlich das von Wahlen und seinem Vorgänger Max Petitpierre. Erstmals wurde damit ein Sozialdemokrat Aussenminister. Sofort schlug sich dies in einer breiten Diskussion um die Rolle der Schweiz in der internationalen Gesellschaft (namentlich den Vereinten Nationen) und der Bedeutung der Neutralität nieder. Zwar sprach sich der Bundesrat noch gegen einen Beitritt der Schweiz zur UNO aus, jedoch hatte Spühler die umfassendste Analyse der Situation in Auftrag gegeben, die bis dato vorgelegen hatte. Dies hatte die Vorbehalte der Schweizer gegenüber den Vereinten Nationen deutlich reduziert. Spühler überwand die bis zu jenem Zeitpunkt vorherrschende, durch die Kriegszeit geprägte «Igelhaltung» der Schweiz und begann mit einer Politik der Öffnung, was er auch durch verschiedene Reisen unterstrich. So besuchte er nicht nur die neutralen Staaten Österreich und Schweden, sondern auch Ostblockstaaten wie Jugoslawien oder Rumänien.

### Auslandreisen
| Jahr | Staat              |
| ---- | ------------------ |
| 1967 | Schweden           |
| 1967 | Österreich         |
| 1967 | Kanada             |
| 1967 | Vereinigte Staaten |
| 1969 | Rumänien           |
| 1969 | Kenia              |
| 1969 | Tansania           |
| 1969 | Uganda             |
| 1969 | Ruanda             |
| 1969 | Österreich         |
| 1969 | Jugoslawien        |
| 1969 | Frankreich         |